# Spermophora miser
Spermophora miser là một loài nhện trong họ Pholcidae. Loài này được phát hiện ở Malaysia.